# Mladoňovice (Vysočina)
Mladoňovice é uma comuna checa localizada na região de Vysočina, distrito de Třebíč.